# Дорога в горах
Дорога в горах — драма 1960 року.

## Сюжет
Під час Другої світової війни взвод американських солдатів виконує місію по знищенню декількох доріг і мостів з метою запобігти вторгненню японців у Китай.  Назва фільму у інших країнах Der Kommandan.